# Dactylopius bassi
Dactylopius bassi är en insektsart som först beskrevs av Targioni Tozzetti 1867.  Dactylopius bassi ingår i släktet Dactylopius och familjen Dactylopiidae. Inga underarter finns listade i Catalogue of Life.